# Тополя канадська (Одеса, вул. Торгова, 17)
Топо́ля кана́дська — ботанічна пам'ятка природи місцевого значення в Україні. Об'єкт природно-заповідного фонду Одеської області. 
Розташована в місті Одеса, на вул. Торговій, 17. 
Площа — 0,02 га. Статус отриманий у 1983 році. Перебуває у віданні комунального підприємства «Міськзелентрест». 
Статус надано для збереження одного екземпляра вікового дерева тополі канадської (Populus canadensis).